# Вдигай котва
„Вдигай котва“ (на английски: Anchors Aweigh) е американски игрален/анимационен мюзикъл фентъзи комедиен филм от 1945 г. на режисьора Джордж Сидни, с участието на Франк Синатра, Катрин Грейсън и Джийн Кели, а песните са написани от Джул Стайн и Сами Кан. Във филма се появяват анимационните герои Том и Джери, които присъстват в анимационна сцена, анимирана от Уилям Хана и Джоузеф Барбера. Котаракът Том има малка роля като прислужник, а мишокът Джери танцува с Кели. Сара Бърнър озвучава Джери във филма.